# 岩手県道257号岩手大更線
岩手県道257号岩手大更線（いわてけんどう257ごう いわておおぶけせん）は、岩手県岩手郡岩手町から八幡平市大更へ至る一般県道である。

## 概要
八幡平市中心部といわて沼宮内駅（東北新幹線・IGRいわて銀河鉄道線）とを結ぶ役割を果たしており、西根寺田（県道17号岩手平舘線）経由より距離が短いため交通量は比較的多い（岩手町側は当線のほうが直進する形となっており、沼宮内方面へは一時停止せずにそのまま行ける）。さらに県道17号の沼宮内街道踏切が大型トレーラー通行禁止となっていることから、八幡平市と岩手町を結ぶ大型車は当線へ回る。
しかし以前は国道282号との交点付近は道幅が狭く、花輪線と交差する竹花踏切と信号機のない丁字路のため交通の難所となっていた。これを解消するため大更側では立体交差化工事が進められ、2008年（平成20年）に完成した。この立体交差化工事によって、当線は花輪線および282号をくぐる形となって交点は八幡平市役所前丁字路へと変更され、旧ルートの竹花踏切は廃止された。さらに西根バイパス部分開通に際しては当線も一部区間拡幅されて歩道が設置された。

### 路線データ
- 実延長： 9,067.0m[1]
- 起点：岩手郡岩手町[1]（県道17号交点）→当線の側が優先道路、沼宮内・大更からの東西両方向はそのまま直進。
- 終点：八幡平市大更[1]（国道282号交点）

## 歴史
- 1975年（昭和50年）8月1日 - 岩手西根線として県道に認定される[1]。
- 2005年（平成17年）9月1日 - 市町村合併により、県道名が岩手大更線に変更される[2]。

## 地理

### 通過する自治体
- 岩手郡岩手町 - 八幡平市

### 交差・接続する道路
- 岩手県道17号岩手平舘線（岩手郡岩手町久保第8地割）
- 国道282号・岩手県道23号大更八幡平線（八幡平市大更第36地割）